# Сигма-конечная мера
Си́гма-коне́чная ме́ра в функциональном анализе — мера такая, что всё пространство может быть представлено в виде счётного объединения измеримых множеств конечной меры.

## Определение
Пусть {\displaystyle (X,{\mathcal {F}},\mu )} — пространство с мерой. 
Мера {\displaystyle \mu } называется σ-конечной, если существует счётное семейство измеримых множеств {\displaystyle \{A_{i}\}_{i=1}^{\infty }\subset {\mathcal {F}}}, такое, что {\displaystyle \mu (A_{i})<\infty ,\;i\in \mathbb {N} } и 
{\displaystyle X=\bigcup \limits _{i=1}^{\infty }A_{i}}.

## Примеры
- Мера Лебега {\displaystyle m} на {\displaystyle \mathbb {R} } σ-конечна, так как

{\displaystyle \mathbb {R} =\bigcup \limits _{i=1}^{\infty }[-i,i],\;m([-i,i])=2i<\infty ,\;i=1,2,\ldots }.
- Счётная мера {\displaystyle \mu } на {\displaystyle \mathbb {R} }, то есть такая, что {\displaystyle \mu (\{x\})=1,\;\forall x\in \mathbb {R} } не является σ-конечной, ибо счётное объединение любых множеств конечной меры в этом случае будет счётно, в то время как всё пространство несчётно.